# Five

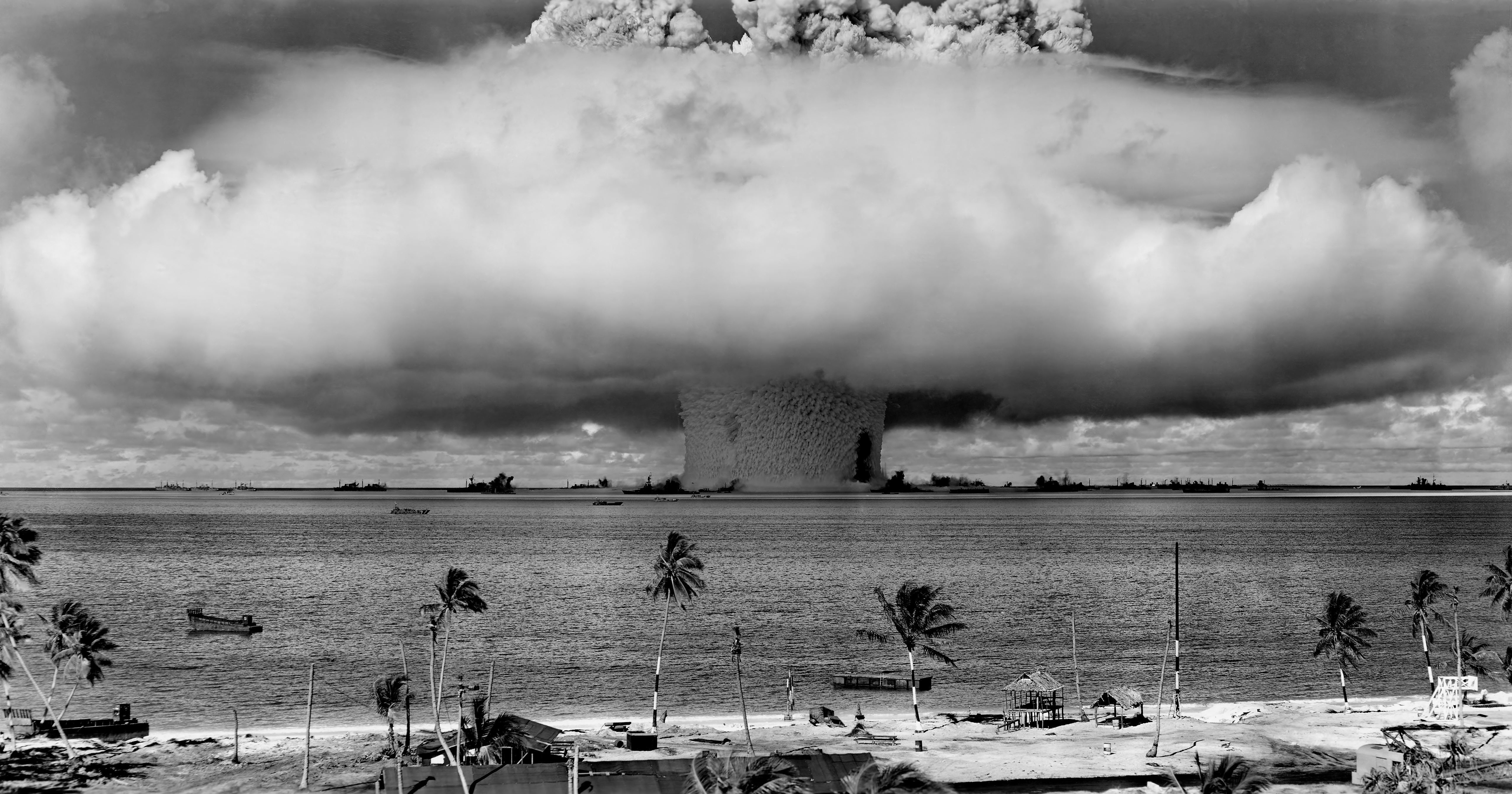
Test Baker — Operació Crossroads

Five és una pel·lícula de ciència-ficció escrita, dirigida i produïda per l'estatunidenc Arch Oboler. Va estrenar-se l’any 1951 i és considerada com el primer llargmetratge que versa sobre les conseqüències d’un possible holocaust nuclear. El film es gravà en blanc i negre i és protagonitzat per William Phipps, Susan Douglas Rubes, James Anderson, Charles Lampkin i Earl Lee. Els cinc personatges que interpreten són els supervivents d’una catàstrofe nuclear que ha assolat el planeta. Junts hauran de fer front a la pèrdua del món tal com el coneixien i superar les adversitats per assegurar el seu futur.

## Argument
Roseanne Rogers (Susan Douglas Rubes) ha sobreviscut a un incident calamitós d’abast mundial relacionat amb una explosió atòmica. Traumatitzada i desorientada, a més d’embarassada, camina fins a arribar a la casa de la seva tieta, dalt d’un turó, on hi descobreix un altre supervivent. Es tracta de Michael Rogin (William Phipps). Atrets pel fum que desprèn la xemeneia, dues persones més arriben a la casa: Oliver Barnstaple (Earl Lee), un avi entranyable que ha perdut el seny i creu que està de vacances, i Charles (Charles Lampkin), un afroamericà de gran fe i fortalesa emocional.
Per insistència d’Oliver, que està francament malalt, tot i que sembla millorar, el grup es dirigeix a la platja, on hi troben Eric (James Anderson), un alpinista que quedà atrapat a l’Everest quan l’avió on anava s'estavellà, i que ha estat arrossegat pel corrent oceànic. Feta la descoberta, l’ancià Oliver sucumbeix finalment a l'enverinament radioactiu.
El conflictes generats per la convivència no tarden en aparèixer, enfrontant dos aspirants a líder grup. D’una banda, Michael vol començar una nova vida i aposta per conrear els camps i acomodar la casa. De l’altra, Eric, convençut que els membres del grup són immunes a la radioactivitat, és partidari d’anar a la recerca de més supervivents.
El xoc s'accentua quan Eric es revela a si mateix com un veritable racista. Charles li planta cara i es produeix una baralla que només s'atura quan Roseanne es posa de part. Dona a llum a un nen que Michael acull amb alegria, símbol que hi ha esperança per a una nova vida. Davant del moment de tendresa i la connexió entre Roseanne i Michael, el gelós Eric destrueix els cultius que havien estat treballant i, malgrat la reprimenda de Michael, que li exigeix que abandoni el grup, Eric manté la seva posició brandant una arma.
A continuació, el maliciós Eric convenç Roseanne per anar a la ciutat d’Oak Ridge, on podrà descobrir què li ha succeït al seu marit. Abans de marxar, Eric s'assegura de robar provisions i és descobert per Charles. La baralla que es produeix acaba amb la mort de l’afroamericà.
A Oak Ridge, Eric es dedica a saquejar mentre Roseanne duu a terme una recerca desesperada que acaba amb la descoberta de les restes del seu marit. Quan ella expressa el seu desig de tornar al costat de Michael, Eric s'hi nega. La trifulga acaba amb la revelació que Eric presenta signes d’enverinament per radiació a la pell i la seva fugida.
Roseanne i el nadó comencen llavors una llarga caminada cap a casa, però les dures condicions del viatge acaben amb la vida del fill. Michael, que des de la fugida d’Eric i Roseanne l’ha estat buscant, aconsegueix localitzar-la finalment. La parella torna a casa desolada però aviat reprenen el cultiu del sòl i s'erigeixen com els nous Adam i Eva, responsables superar les vicissituds i llaurar un nou futur.

## Anàlisi
Five és considerada com la primera pel·lícula que aborda la temàtica de l’apocalipsi nuclear. Obre, doncs, tot un subgènere de la ciència-ficció que anirà desenvolupant-se al llarg de la dècada dels cinquanta i que fixarà la majoria de línies argumentals i personatges tipus dels quals la ciència-ficció actual n’és hereva. Algunes de les produccions dels anys següents que seguiren les petjades de Five són Captive Woman (Stuart Gilmore, 1952), The Beast from 20.000 Fathoms (Eugène Lourié, 1953), Them! (Gordon Douglas, 1954), The Day the World Ended (Roger Corman, 1955), The World, the Flesh and the Devil (Ranald McDougall, 1958) o On the Beach (Stanley Kramer, 1959).

### Pel·lícules nuclears
El cinema de ciència-ficció produït a partir de la segona meitat del segle XX estigué marcat de manera molt significativa pel final de la guerra i els terribles efectes de les explosions d'Hiroshima i Nagasaki. El boom de la postguerra en l'experimentació científica en matèria nuclear es reflecteix en la gran quantitat de films on apareixen tecnologies molt avançades i científics que empren l'energia de l’àtom per crear enginys prodigiosos. Així mateix, els terribles efectes de la radiació sobre la matèria tenen un pes colossal a la ciència-ficció d’aquells anys, on s'aprofita la popularitat de les imatges de les proves atòmiques fetes per l'exèrcit per desplegar històries sobre monstres atòmics i catàstrofes globals que duen la humanitat al límit de la seva extinció.
Mentre el govern estatunidenc s'esforçava en donar pes al cantó positiu de l'experimentació amb l'energia atòmica, el cinema estigmatitzava la ciència i el progrés tecnològic. Els productors de sèrie B saberen com aprofitar les oportunitats que oferia la propagació de les aprensions i el recel respecte les armes nuclears a nivell popular. D’aquesta manera, la censura nord-americana limità la producció de documentals sobre els efectes de la radiació. No obstant, tan sols s'aconseguí alimentar les fantasies del cinema en relació al tema, i la ciència-ficció va fer-se forta a través d’un mecanisme que resultà molt efectiu: la representació del perill que d'altres mitjans negaven. Així, el gènere esclatà en un repertori amplíssim de films on el fil conductor era la radioactivitat i les seves conseqüències. Aquestes produccions van ser agrupades pel director de westerns Joseph Kane sota el nom genèric de «pel·lícules nuclears». Es tracta de films amb una relació temàtica molt estreta en els que criatures, monstres i escenaris on la humanitat pràcticament ha desaparegut són presentats com el preu a pagar pel mal ús de l'energia nuclear.

### Rerefons filosòfic
Five suposa el punt de partida d’un subgènere que engloba pel·lícules que comparteixen una mateixa trama: una terrible catàstrofe relacionada amb l'energia nuclear assola el planeta i un reduït grup de supervivents es veu obligat a regenerar la humanitat. John Clute catalogà aquests films de «pastorals post catastròfiques» i tracten el tema de la destrucció i la reconstrucció, sempre amb un ressò romàntic i un rerefons filosòfic important: durant aquest nou despertar de la raça humana, els supervivents hauran de fer front als mateixos comportaments que han dut l’ésser humà a la seva desaparició.
A Five s'aborden tres grans conflictes. Un d’ells és el de la continuïtat de l'espècie. El primer acostament de Micheal a Roseanne anuncia l’assumpte. El rebuig inicial de la noia, al·legant que no perd l'esperança de retrobar-se amb el seu marit i que, a més, està embarassada, va transformant-se al llarg del film. Amb la constatació de la desaparició de l'espòs de Roseanne i la mort del seu fill acaba per generar-se una situació final en què Michael i Roseanne no només són els únics supervivents sinó que està en les seves mans el repoblament del planeta.
El segon és el conflicte derivat de la convivència, materialitzat en el personatge d’Eric, obertament racista i amb connexions amb el nazisme, que suposa la discòrdia, el mal que ha dut la humanitat a aquesta penosa situació. Eric és l'element desestabilitzador del grup, una força destructiva que pot ser més gran que la pròpia radiació.
El darrer és el xoc filosòfic. Apareix amb la necessitat de reinventar una nova societat, una tasca que planteja el gran dubte de saber quins seran els seus fonaments. Serà un món millor? Igualitari? Respectuós i solidari? En què creuran aquells que l’habiten? En definitiva: hauran après dels errors comesos? Five és, per sobre de tot, una reflexió sobre l’autodestrucció de l’ésser humà, una mirada crítica a la pròpia espècie a través del desastre nuclear. Tot i així, sempre hi ha esperança. El pla final, amb Michael i Roseanne com els nous Adam i Eva, i la citació bíblica al·ludint al nou començament transmeten l'esperançador missatge que mai és tard per rectificar i començar de nou amb una humanitat que ha expiat dels seus pecats.

## Acollida
Five tingué una tímida acollida a la seva estrena l’any 1951. De fet, el film va tenir una distribució molt limitada, estrenant-se només a sales dels Estats Units, Finlandia, Alemanya, Austràlia, Dinamarca i Portugal.
Al moment de l'estrena, el film rebé crítiques negatives, com l'escrita per Bosley Corwther i publicada a The New York Times. A la ressenya es critica durament tant la manca d’interès que susciten els personatges com la factura del film, que redueix el pretès «drama poètic o al·legoria social» que Oboler tenia al cap al «nivell de banalitat».
Amb els anys, però, Five ha anat adquirint rellevància, de la mateixa manera que la majoria de pel·lícules de baix pressupost de l’època, catalogades com a sèrie B, que en l’actualitat s'han convertit en cinema de culte. L’apreciació de la qualitat d’aquestes produccions a l’època en què van ser concebudes era molt desigual: uns pocs defensors contra el gruix de la crítica. El mateix Isaac Asimov, escriptor per excel·lència de ciència-ficció, es referia a la sèrie B amb les paraules següents: «La ciencia ficció als medis visuals només pot ser lucrativa (tan alts són els seus costos de producció) si atrau desenes de milions d’espectadors. Una manera de salvar aquesta dificultat és produir pel·lícules de baix cost, que no requereixin pràcticament res amb relació a actors i guió, i que estiguin dirigides bàsicament a nens. Aquestes pel·lícules improvisades tenen el mateix nivell de qualitat que els àlbums d’historietes, i […] la qualitat (o falta de qualitat) d’aquestes pel·lícules imprimeix una “imbecilitat” espúria a tot el camp.»
La valoració de la sèrie B, i dels increïbles avenços cinematogràfics que suposà, donat la necessària experimentació i recerca que comporta desenvolupar temes tan complexos a nivell visual amb un pressupost ajustat, no arribaria fins gairebé els setanta, quan es començaria a considerar els cinquanta com la dècada que havia demostrat que era possible fer una ciència-ficció rendible i que, a més, havia fixat en gran manera els clixés —personatges, línies argumentals, recursos visuals...— que el gènere manipularia posteriorment.

## El director
Abans de dedicar-se al cinema, Arch Oboler (1909-1987) havia adquirit cert renom per la seva tasca a la ràdio, on fou redactor i productor de la sèrie de terror Lights Out (1934-1957). Inicià la seva carrera cinematogràfica com a guionista del thriller Escaper (Mervyn LeRoy, 1940). Oboler dirigí un total de set pel·lícules: Strange Holiday (1945), Bewitched (1945), Five (1951), The Twonky (1953), Bwana Devil (1952) i The Bubble (1966).
La relació d’Oboler amb els mitjans radiofònics és determinant en les seves primeres pel·lícules. Per aquest motiu, a Five hi ha un domini del diàleg i el monòleg per sobre de l’acció. Aquesta tendència lírica arriba al seu punt àlgid al film quan Charles recita el poema «The Creation», escrit per James Weldon Johnson l’any 1919. La veu del protagonista homenatjant la magnificència de la creació es combina amb preses del paisatge que configuren un clima transcendental i romàntic. El suggeriment d’incloure el poema va fer-lo l’actor Charles Lampkin i és, de fet, el primer cop que l’audiència era testimoni d’una creació poètica afroamericana a través del cinema.

## Fitxa tècnica
- Direcció: Arch Oboler
- Guió: Arch Oboler
- Producció: Arch Oboloer
- Distribució: Columbia Pictures Corp.
- Durada: 93 min.
- So: mono (Western Electric Sound)
- Format: 35 mm.
- Pressupost estimat: 75.000 dòlars
- Estrena als EUA: 1951
- Repartiment:
  - William Phipps — Michael Rogin
  - Susan Douglas Rubes — Roseanne Rogers
  - James Anderson — Eric
  - Charles Lampkin — Charles
  - Earl Lee — Oliver Barnstaple
- Música: Henry Russell, William Lava, Charles Maxwell i Betty Steinberg
- Cinematografia: Sid Lubow i Louis Clyde Stoumen
- Edició: John Hoffman, Ed Spiegel i Arthur Swerdloff
- So i efectes especials: Gus Bayz i William Jenkins Locy
- Càmera: Louis Clyde Stoumen
- Secretari executiu: Geraldine Klancke